# Février 1943 (guerre mondiale)
Chronologie de la Seconde Guerre mondiale
Janvier 1943 - Février 1943 -  Mars 1943
- 2 février
  - Victoire soviétique à Stalingrad : capitulation de la VIe armée allemande de Friedrich Paulus.

- 4 février
  - Entrée en Tunisie de la 8e armée britannique qui passe sous les ordres d'Eisenhower.

- 7 février
  - Le Brésil rejoint la Charte de l'Atlantique.

- 8 février
  - Évacuation de Guadalcanal par les Japonais.
  - Les Russes reprennent Koursk.
  - Conférence des Alliés entre Américains, Britanniques et Chinois sur la stratégie à adopter en Extrême-Orient.

- 9 février
  - Départ du 46e convoi de déportation des Juifs de France, du camp de Drancy vers Auschwitz : mille déportés, vingt-et-un survivants en 1945.

- 10 février
  - Les Soviétiques reprennent Belgrod. Début de la contre-attaque allemande de Manstein sur le front russe.

- 11 février
  - Départ du 47e convoi de déportation des Juifs de France, du camp de Drancy vers Auschwitz : 998 déportés, dix survivants en 1945.

- 13 février
  - Décret de mobilisation générale de la population.
  - Les Allemands commencent à liquider le ghetto de Cracovie.
  - Départ du 48e convoi de déportation des Juifs de France, du camp de Drancy vers Auschwitz : mille déportés, douze survivants en 1945.

- 14 février
  - Les Allemands passent à l’offensive en Tunisie.
  - Les Soviétiques reprennent Rostov.
  - Hitler signe le premier décret ordonnant la mise en place d'une politique de terre brûlée dans les territoires cédées par les unités allemandes en retraite.

- 16 février
  - Bombardement aérien britannique sur la Birmanie.
  - Les Soviétiques reprennent Kharkov.
  - Le Service du travail obligatoire (STO) est instauré en France.
  - Six membres norvégiens d’un commando réussissent a pénétrer, et à faire exploser, l'usine d'eau lourde Norsk Hydro dans le Telemark, près de  Ryukan en Norvège.

- 17 février
  - Victoire de Rommel à Gafsa.

- 19 février

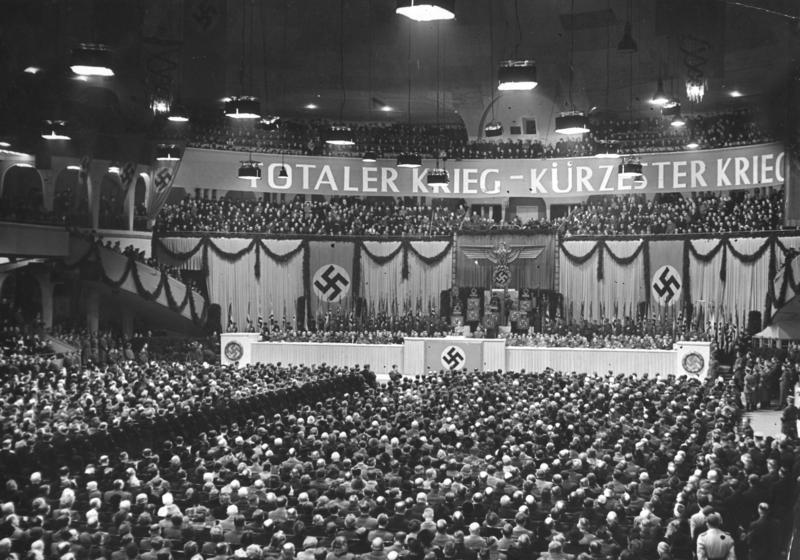
Lors du discours du palais des sports de Berlin du 18 février 1943-, Goebbels exhorte le peuple à suivre la voie de la guerre totale. La banderole indique « guerre totale - guerre plus courte ».

  - Jan Piekałkiewicz, le délégué en Pologne du gouvernement en exil, est arrêté par la Gestapo.

- 20 février
  - Hitler rappelle Guderian du front russe.

- 22 février
  - Début de la retraite de Rommel.

- 24 février
  - Les Allemands détruisent le quartier du Vieux-Port de Marseille.

- 25 février
  - Les Alliés prennent définitivement Kasserine.

- 28 février
  - À Moscou, le bureau polonais du Parti communiste soviétique crée l'Union des patriotes polonais (le ZPP).
  - Les combats dans la région du corridor de Ramushevo et de la poche de Demiansk continuent.